# 封融
封融（4世纪—410年），渤海蓨縣（今河北景縣）人。中國十六國時期人物。
406年，南燕皇帝慕容超车裂处死封嵩。西中郎将封融投奔北魏。封融率领盗贼袭击南燕石塞城，杀死了南燕镇西大将军余郁。409年，封融前去拜见刘裕，投降。410年，南燕灭亡后，刘裕任命韩范为都督八郡军事、燕郡太守，任命封融为勃海郡太守，任命檀韶为琅邪郡太守。后来，刘穆之以韩范、封融阴谋反叛为借口，将他们全部杀害。